# Palestina (Peru)

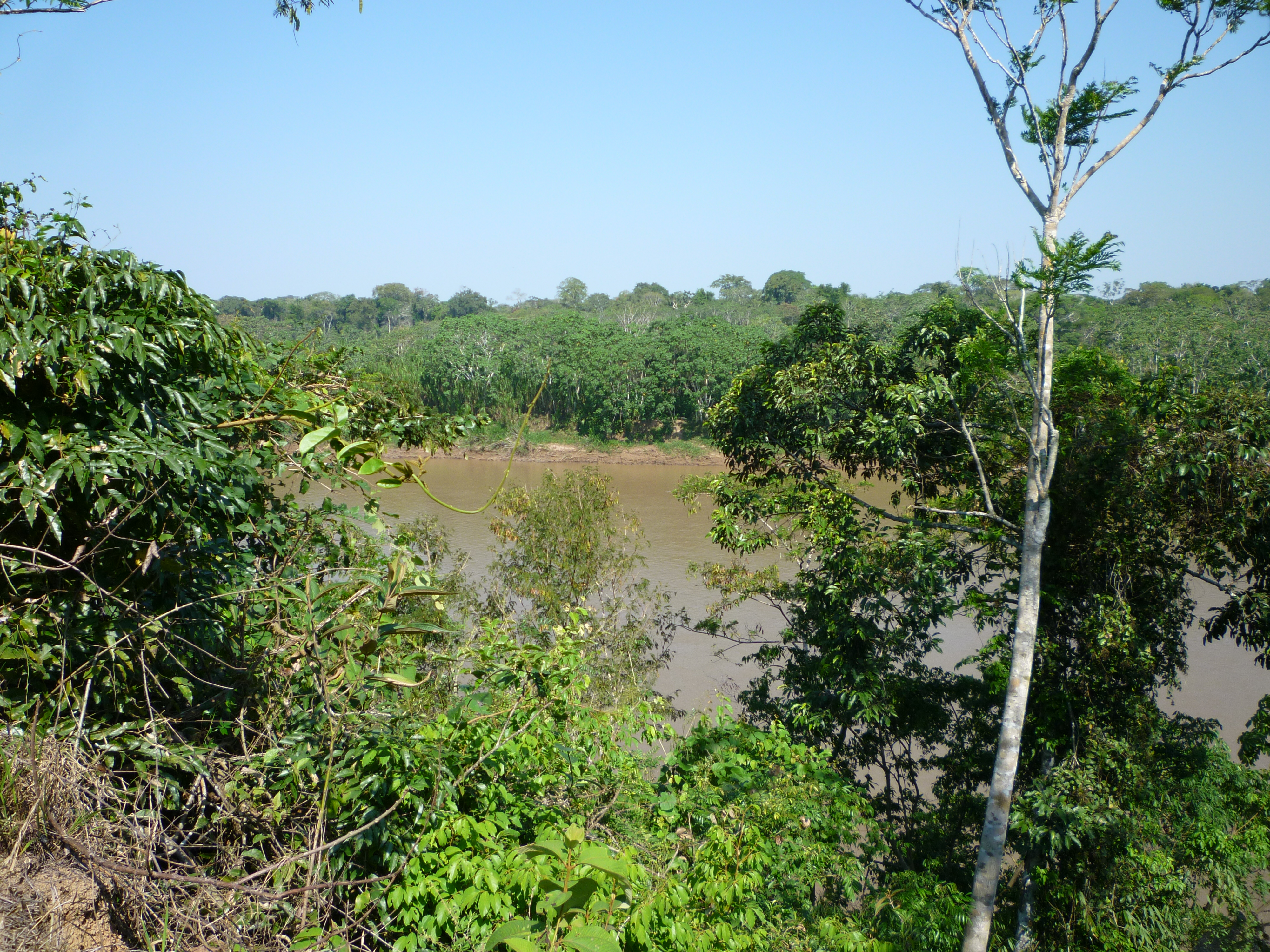
Rio Tambopata

Palestina é um povoado localizado na  província de Purus, no Departamento de Ucayali, no Peru.
No povoado, existem poucos recursos e serviços disponíveis à população, fazendo com que haja uma grande movimentação entre o povoado e o município limítrofe do lado Brasileiro, Santa Rosa do Purus.

## Historia
Palestina era um campo onde se criavam vacas e as pessoas viviam em suas chácacras. Um dia o prefeito veio visitar e convocou uma reunião. Disse na reunião: "Por que vocês vivem em suas fazendas? Se vocêa vierem a viver nesta cidade eu vou apoiá-los a construi casas. Foi assim que, em 1994 Palestina foi formado.

## Agricultura
Além da pecuária, em Palestina se cultivam cereais como arroz e milho, bem como uma grande variedade de frutas: ananás, banana, coco, cubiu, limão, laranja, pupunha, granadilla e tangerina.

## Costumes
No povoado são celebradas algumas festas nacionais: Dia das mães, Dia dos pais e Dia do trabalhador. Também se costuma celebrar o aniversário da fundação do povoado, da igreja a cada 12 de novembro. Ademais se celebram as festas rurais: a colheita e a semeadura de melancia, a semeadura de caywa, e a colheita de arroz, após um ano.

## Documentário
Um documentário sobre este povoado foi criado com o nome de Web, em cooperação entre a Fundação Wikimedia e a organização sem fins lucrativos A Human Right. O co-fundador da Wikipédia, Jimmy Wales faz uma aparição neste filme, onde descreve o impacto do projeto internacional Um laptop por criança, incluindo imagens de crianças em sua escola, sendo ensinadas a como escrever o artigo de seu povo na Wikipédia em espanhol.